# 东突厥斯坦青年之家
东突厥斯坦青年之家（英語：the Home of East Turkestan Youth），又称“青年之家”、“新疆哈马斯”，是一个在土耳其经营的激进维吾尔族组织，其倡导在中亚和中国新疆境内建立一个独立的突厥斯坦国家。据组织领导人的说法，该组织有超过2000名成员。其中一些人在阿富汗和其它伊斯兰国家接受了使用爆炸装置的培训。